# 森絵都
森 絵都（もり えと、本名：雅美、1968年〈昭和43年〉4月2日 - ）は、日本の東京都出身の小説家。日本ペンクラブ常務理事。
児童文学『リズム』（1991年）でデビュー。繊細な心理描写で幅広い読者層を獲得し、『風に舞い上がるビニールシート』（2006年）で直木賞受賞。作品に『カラフル』（1998年）、『永遠の出口』（2003年）、『みかづき』（2016年）など。

## 来歴
日本児童教育専門学校児童文学科卒業、早稲田大学第二文学部文学・言語系専修卒業。卒業後は児童文学創作の傍ら、手伝いで参加した劇団の主宰者の縁から手塚プロダクション作品を中心とするアニメーションのシナリオを手がける。1990年、『リズム』で第31回講談社児童文学新人賞を受賞しデビュー。同作品で翌年、第2回椋鳩十児童文学賞も受賞した。その後も数々の作品で多数の文学賞を受賞している。第46回産経児童出版文化賞を受賞した『カラフル』と、第52回小学館児童出版文化賞を受賞した『DIVE!!』は映画化とアニメ化もされ、話題になった。2006年、『風に舞いあがるビニールシート』で第135回直木賞受賞。

## 受賞歴
- 1990年（平成2年） - 『リズム』で第31回講談社児童文学新人賞を受賞。
- 1991年（平成3年） - 『リズム』で第2回椋鳩十児童文学賞を受賞。
- 1995年（平成7年） - 『宇宙のみなしご』で第33回野間児童文芸新人賞、第42回産経児童出版文化賞ニッポン放送賞を受賞[2]。
- 1998年（平成10年） - 『アーモンド入りチョコレートのワルツ』で第20回路傍の石文学賞を受賞[2]。
- 1998年（平成10年） - 『つきのふね』で第36回野間児童文芸賞を受賞[2]。
- 1999年（平成11年） - 『カラフル』で第46回産経児童出版文化賞を受賞。
- 2003年（平成15年） - 『DIVE!!』で第52回小学館児童出版文化賞を受賞。
- 2006年（平成18年） - 『風に舞いあがるビニールシート』で第135回直木賞を受賞。
- 2017年（平成29年） - 『みかづき』で第12回中央公論文芸賞を受賞[5]。

## 作品

### 小説
- リズム（講談社 1991年 のち青い鳥文庫、角川文庫）
- ゴールド・フィッシュ（講談社 1991年 のち青い鳥文庫、角川文庫）
- 宇宙のみなしご（講談社 1994年 のちフォア文庫、角川文庫）
- アーモンド入りチョコレートのワルツ（講談社〈いせひでこ 絵〉1996年 のち角川文庫 2005年）
- つきのふね（講談社 1998年 のち角川文庫 2005年）
- カラフル（理論社 1998年 のち文春文庫 2007年、フォア文庫）
- ショート・トリップ（理論社〈長崎訓子画〉2000年 のち集英社文庫 2007年 のち集英社みらい文庫 2011年）
- 永遠の出口（集英社 2003年 のち集英社文庫 2006年）
- 彼女のアリア（集団読書テキスト 2003年）
- いつかパラソルの下で（角川書店 2005年 のち角川文庫 2008年）
- 風に舞いあがるビニールシート（文藝春秋 2006年 のち文春文庫 2009年）
- ラン（理論社 2008年 のち角川文庫 2012年）
- 架空の球を追う（文藝春秋 2009年 のち文春文庫 2011年）
- この女（筑摩書房 2011年 のち文春文庫 2014年）
- 異国のおじさんを伴う（文藝春秋 2011年 のち文春文庫 2014年）
- 気分上々（角川書店 2012年 のち角川文庫 2015年）
- 漁師の愛人（文藝春秋 2013年）
- クラスメイツ〈前期〉〈後期〉（偕成社 2014年）
- みかづき（集英社 2016年）
- 青空（『朝、目覚めてすぐに思うこと』改題 オール讀物2016年8月号、のち徳間文庫2017年）
- 太陽（小説トリッパー編集部 / 編、朝日文庫、2020年9月）
- 生まれかわりのポオ（金の星社 2022年6月）

#### 『DIVE!!』シリーズ
- 講談社刊
  - DIVE!! 1 前宙返り3回半抱え型（2000年 のち青い鳥文庫）
  - DIVE!! 2 スワンダイブ（2000年 のち青い鳥文庫）
  - DIVE!! 3 SSスペシャル'99（2001年 のち青い鳥文庫）
  - DIVE!! 4 コンクリート・ドラゴン（2002年 のち青い鳥文庫）
- 角川書店刊[7]
  - DIVE!! 上下（2006年）

### 絵本
- 流れ星におねがい（童心社〈和歌山静子絵〉1995年 のちフォア文庫〈武田美穂画〉）
- あいうえおちゃん（理論社〈荒井良二絵〉2001年 のち文春文庫）
- ぼくだけのこと（理論社〈スギヤマカナヨ絵〉2003年 のち偕成社 2013年）
- おどるカツオブシ（金の星社〈竹内通雅絵〉2011年）
- オニたいじ（金の星社〈竹内通雅絵〉2012年）
- ボタン（偕成社〈スギヤマカナヨ絵〉2013年）
- 6月のおはなし 雨がしくしく、ふった日は（講談社〈たかおゆうこ絵〉2013年）
- 希望の牧場（岩崎書店〈吉田尚令絵〉2014年）
- チョコたろう（童心社〈青山友美絵〉2016年）

#### にんきものの本シリーズ
童心社刊、武田美穂絵
- にんきもののひけつ（1998年） ISBN 4494013315
- にんきもののねがい（1998年） ISBN 4494013323
- にんきものをめざせ!（2001年） ISBN 4494013331
- にんきもののはつこい（2001年） ISBN 449401334X

### エッセイ
- いちばんめの願いごと（大和書房 1993年）
- 屋久島ジュウソウ（集英社 2006年 の集英社文庫）
- 君と一緒に生きよう（毎日新聞社 2009年 のち文春文庫）
- おいで、一緒に行こう 福島原発20キロ圏内のペットレスキュー（文藝春秋 2012年）

### 翻訳
- 永い夜（Gewitternacht 講談社 ミシェル・レミュー 原作 1999年） ISBN 406209665X
- おやゆびひめ（Tommelise 白泉社 ハンス・クリスチャン・アンデルセン 原作 2001年） ISBN 4592760956
- スキ…（J'aime くもん出版 ミンヌ 原作 / ナタリー・フォルチェ 絵 2005年） ISBN 4774310557
- くまのプー（角川文庫 2017年）

### 作詞
- この☆（ほし）のゆくえ - 第75回NHK全国学校音楽コンクール（2008年）小学校の部課題曲

### アニメーション脚本
- 白鯨伝説（第3話：出崎統と共同）
- ブラック・ジャック（OVA〈KARTE2〉、映画〈1996年公開版〉）
- 眠れぬ夜の小さなお話
- それいけ!アンパンマン[4]（本名の森雅美名義で4本執筆）

### その他
- 別冊宝島 森絵都の本（宝島社 2004年）

### アンソロジー
- ヒカリノタネ
  - 『はじめての』（水鈴社 2022年 ISBN 978-4-16-401004-4）収録

## 映像化作品

### 映画
- 『カラフル』 （2000年10月7日公開、監督：中原俊、配給：ムービーテレビジョン、主演：田中聖）
- 『DIVE!!』 （2008年6月14日公開、監督：熊澤尚人、配給：角川映画、主演：林遣都）
- 『カラフル』（アニメ、2010年8月21日、監督：原恵一、配給：東宝）
- 『ホームステイ ボクと僕の100日間』（タイ、2018年公開）
- 『HOMESTAY (ホームステイ)』（2022年2月11日、監督：瀬田なつき、主演：長尾謙杜）

### テレビドラマ
- 『風に舞いあがるビニールシート』（2009年5月30日 - 7月4日、全5話、NHK総合、主演：吹石一恵）
- 『みかづき』（2019年1月26日 - 2月23日、全5話、NHK総合、主演：高橋一生・永作博美）

### テレビアニメ
- 『DIVE!!』（2017年7月7日 - 9月22日、フジテレビ）